# Barhám Száleh
Barhám Száleh (kurd: بەرھەم ساڵح, arab: برهم صالح; Szulejmánijja, 1960. szeptember 12. –) kurd származású iraki politikus, aki jelenleg Irak elnöki tisztségét töltötte be 2018 és 2022 között.

## Élete
1979-ben a Baasz rezsim kétszer is letartóztatta azzal a váddal, hogy részt vett a kurd nemzeti mozgalomban, mivel Szulejmánijjában tüntetőkről készített néhány fényképet, és 43 napot töltött fogságban a kirkuki Különleges Nyomozó Bizottság börtönében, ahol megkínozták. Miután kiszabadult a börtönből, befejezte a középiskolát, majd Irakból az Egyesült Királyságba utazott.
Száleh felesége Sarbagh Száleh, a Kurd Botanikai Alapítvány vezetője és alapító tagja, valamint nőjogi aktivista. Szálehnak két gyermeke van a feleségével.

## Pályafutása

### Irak elnöke

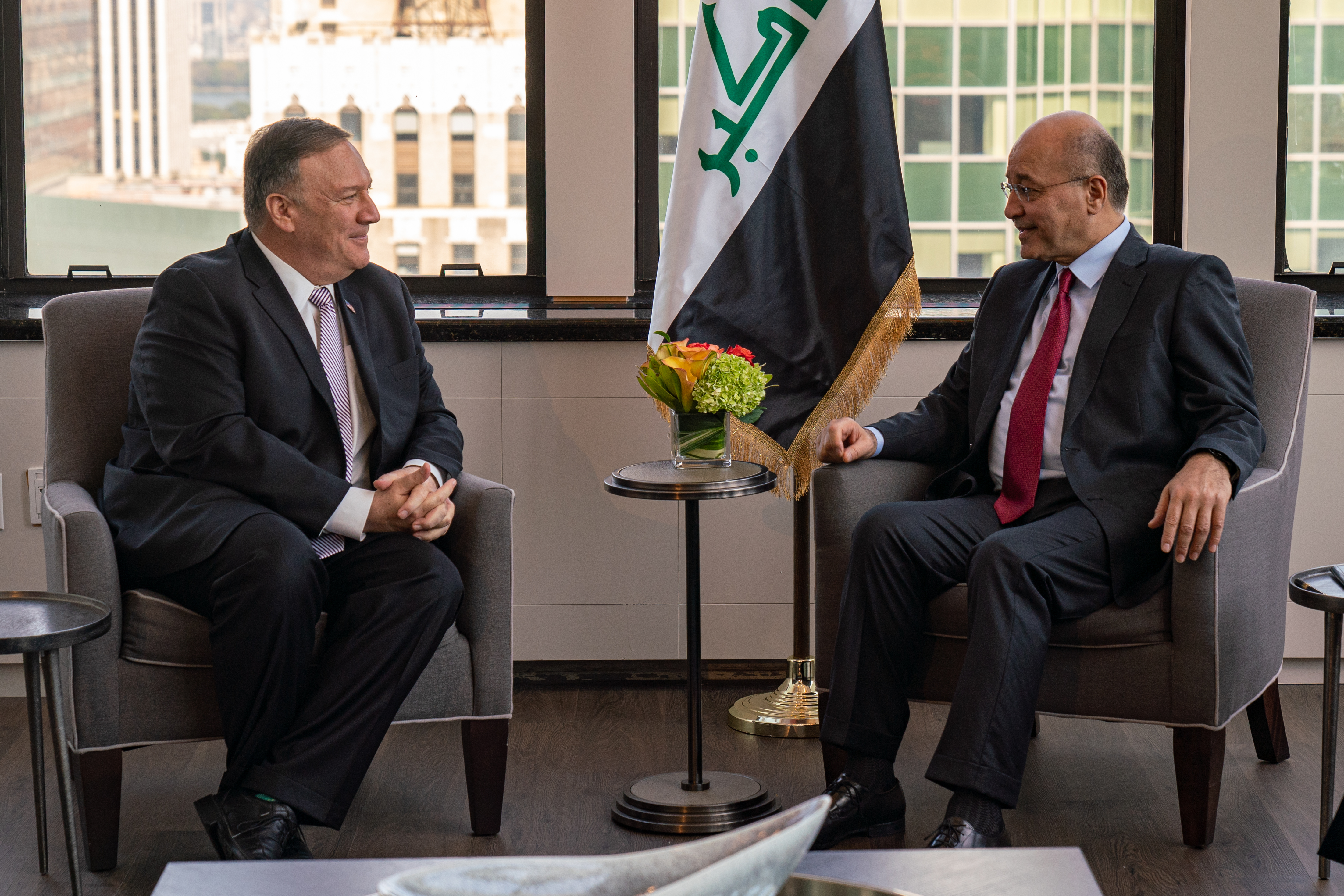
Száleh találkozik Michael R. Pompeo amerikai külügyminiszterrel az ENSZ Közgyűlés 74. ülésszakának margóján New Yorkban 2019. szeptember 22-én.

2018. október 2-án Barhám Száleh-t választották Irak nyolcadik elnökévé. 219 szavazatot kapott, és legyőzte Fuád Husszeint, aki 22 szavazatot szerzett.
Száleh elítélte a 2019-es északkelet-szíriai török offenzívát, kijelentve, hogy az "mérhetetlen humanitárius szenvedést okoz, és megerősíti a terrorista csoportokat. A világnak össze kell fognia a katasztrófa elhárítása érdekében, elő kell mozdítania a politikai megoldást, hogy minden szíriai, köztük a kurdok jogai a békéhez, méltósághoz és biztonsághoz jussanak".
2019. szeptember 24-én Száleh elnök első kétoldalú találkozót folytatott Donald Trump amerikai elnökkel.
2019. december 26-án Szaléh benyújtotta lemondólevelét, miután Adil Abdul-Mahdi lemondását követően - az országszerte zajló tüntetések közepette - nem volt hajlandó kinevezni miniszterelnökké Asaad Al Eidani baszrai kormányzót. Szaléh kijelentette, hogy Asaad Al Eidani nem fogadja el a tüntetők jóváhagyását.

## Gyilkossági kísérlet
2002. április 2-án az Anszár al-Iszlám csoport merényletet kísérelt meg Barhám Száleh ellen, aki túlélte a merényletet.

## Kritika
2018. szeptember 19-én a közösségi médiában sokan dühösen fogadták azt a bejelentést, hogy Barhám Száleh lesz a Kurdisztáni Hazafias Unió jelöltje az iraki elnöki posztra, míg mások reményüket fejezték ki, hogy nemzetközi hírneve és tapasztalata biztos kézzel fogja vezetni a viharos Bagdadot. Néhányan a közösségi médiafelületet használták fel, hogy Szálehot vélt opportunizmusa miatt leszólják, megjegyezve, hogy nemrég még a Kurdisztáni Hazafias Unió és a Kurdisztáni Demokratikus Párt korrupciója ellen kampányolt.

## Fordítás
Ez a szócikk részben vagy egészben  a   Barham Salih című angol Wikipédia-szócikk fordításán alapul.  Az eredeti cikk szerkesztőit annak laptörténete sorolja fel. Ez a jelzés csupán a megfogalmazás eredetét és a szerzői jogokat jelzi, nem szolgál a cikkben szereplő információk forrásmegjelöléseként.